# Jay Chamberlain
Jay Chamberlain, ameriški dirkač Formule 1, * 29. december 1925, Los Angeles, Kalifornija, ZDA, † 1. avgust 2001, Tucson, Arizona, ZDA.

## Življenjepis
V svoji karieri je nastopil treh dirkah v sezoni 1962, toda kvalificirati se mu je uspelo le na dirko za Veliko nagrado Velike Britanije, kjer je z dirkalnikom Lotus 18 privatnega moštva zasedel petnajsto mesto z več kot enajstimi krogi zaostanka za zmagovalcem. Umrl je leta 2001.

## Popolni rezultati Formule 1
(legenda) (odebeljene dirke pomenijo najboljši štartni položaj, poševne pa najhitrejši krog, †-uvrščen kljub odstopu)
| Leto | Moštvo           | Šasija   | Motor             | 1   | 2   | 3   | 4   | 5     | 6       | 7       | 8   | 9   | Prv | Toč |
| ---- | ---------------- | -------- | ----------------- | --- | --- | --- | --- | ----- | ------- | ------- | --- | --- | --- | --- |
| 1962 | Ecurie Excelsior | Lotus 18 | Climax Straight-4 | NIZ | MON | BEL | FRA | VB 15 | NEM DNQ | ITA DNQ | ZDA | JAR | -   | 0   |